# Нальчик (аеропорт)
Аеропорт Нальчик (IATA: NAL, ICAO: URMN) — невеликий аеропорт у Кабардино-Балкарії, Росія. Розташований за 3 км на північний схід від Нальчика. Має термінал для літаків середнього класу на 12 місць і малого класу на 6 місць.
Приймає повітряні судна: Ан-12, Іл-18, Ту-134, Як-40, Як-42 і класом нижче.
Використовується також ВПС Росії (368-м Окремий Змішаний авіаційний полк, що має на балансі літаки Ан-12).

## Авіакомпанії та напрямки
| Авіакомпанія   | Пункт призначення            |
| -------------- | ---------------------------- |
| Aeroflot       | Москва-Шереметьєво           |
| Onur Air       | Стамбул-Ататюрк              |
| Pobeda         | Москва-Внуково, Ст Петербург |
| UTair Aviation | Москва-Внуково               |